# Az-Zamachscharī
az-Zamachscharī الزمخشري / az-Zamaḫšarī, mit vollständigem Namen Abu l-Kasim Mahmud ibn Umar / أبو القاسم محمود بن عمر / Abū ’l-Qāsim Maḥmūd b. ʿUmar, auch al-Zamachschari, (* 1075 in Zamachschar; † 1144 in Gurgandsch) war ein muslimischer Koranexeget und Philologe persischer Herkunft. Auf seinen Studienreisen hielt er sich längere Zeit in Mekka auf und erhielt deshalb den Beinamen „Gottes Nachbar“ (dschar Allah / جار الله / ǧāru ’llāh). Als Theologe bekannte er sich zu den Mu'taziliten. Trotz seiner persischen Abstammung aus der Region Choresm betonte er die Überlegenheit der arabischen Sprache, deren Struktur und Erläuterung er sich in seinen Schriften widmete.

## Werke
- Sein Hauptwerk ist der im Jahre 1134 vollendete Korankommentar al-kaschschaf 'an haqa'iq at-tanzil / الكشاف عن حقائق التنزيل / al-kaššāf ʿan ḥaqāʾiqi ’t-tanzīl / ‚Darlegung der Wahrheiten der Offenbarung‘. Trotz seiner Darstellung der Lehre der Mu'tazila über die Erschaffenheit des Korans in der Einleitung fand das Werk auch in breiten Kreisen der Orthodoxie Verbreitung und bis in die Gegenwart hinein allgemeine Anerkennung. Sein Augenmerk richtet der Verfasser auf die philosophisch-dogmatische Auslegung des Korantextes, während er der traditionellen Koranexegese (Tafsir bi-l-ma'thur) nur geringe Beachtung schenkt. Neben der grammatischen Analyse koranischer Strukturen stellt er konsequent auch die rhetorischen Feinheiten des Textes dar, um damit die Lehre über die Unnachahmlichkeit der Offenbarung zu stützen. In seiner Darstellung lexikalischer Eigentümlichkeiten iʿdschāz / اعجاز / iʿǧāz und der Lesarten des Korans qira'at / قراءات / qirāʾāt greift er auf die altarabische Poesie zurück und begründet sie mit zahlreichen Zitaten. Ibn Chaldun stellte in seiner Muqaddima, im Kapitel über die Koranwissenschaften, dieses Werk hoch über die anderen philologisch orientierten Kommentare, warnte allerdings vor der dogmatischen Orientierung des Verfassers.

- Sein Handbuch der arabischen Grammatik al-mufassal fil-nahw / المفصّل في النحو / al-mufaṣṣal fī-’n-naḥw stellt einen Meilenstein in der arabischen Grammatikschreibung dar. Im Gegensatz zu seinen Vorgängern ordnet az-Zamachschari sein Werk nicht nach Syntax, Morphologie und Phonologie, sondern nach Nomina, Verben und Partikeln und ergänzt diese Anordnung mit morpho-phonologischen Betrachtungen. Er benutzt sowohl das Buch (kitab) des Sibawayhi, die erste, grundlegende Grammatik der arabischen Sprache als auch die Untersuchungen der grammatischen Schule von Kufa aus dem späten 8. und 9. Jahrhundert. al-Mufassal war nicht nur in der arabischen Welt eine beliebte Lektüre über die Grammatik, sondern beeinflusste auch die Entstehung arabischer Grammatiken in der Orientalistik: C.P. Caspari's Arabische Grammatik (1848), in der vierten Auflage bearbeitet von August Müller (Halle 1876), und ihre Übersetzung ins Englische durch William Wright: A Grammar of the Arabic Language translated from the German of Caspari and edited, with numerous additions and corrections. 3. Aufl. (Cambridge 1896–1898) beruhen im Wesentlichen auf az-Zamachscharis al-Mufassal und bilden in vieler Hinsicht die Grundlage weiterer Grammatiken des Arabischen.

- Sein ebenfalls sprachwissenschaftlich orientiertes Werk al-fa'iq fi gharib al-hadith / الفائق في غريب الحديث / al-fāʾiq fī ġarībi ’l-ḥadīṯ, das man kurz als al-Fa'iq, „Das Hervorragende“, bezeichnete, behandelt schwierige und schwer verständliche Begriffe der Hadith-Literatur. Das Werk ist erst 1971 in Kairo gedruckt worden.